# Битка код Азенкура
Битка код Азенкура (фр. Bataille d'Azincourt) је била једна од битака Стогодишњег рата и одиграла се 25. октобра 1415. године у северној Француској, крај места Азенкур. Битка је вођена по киши на дан Светог Криспина између енглеске и велшке армије краља Хенрија V и француске војске краља Шарла VI. Француском војском није лично командовао онемогућени краљ, већ његов главни заповедник војске (конетабл) Шарл Д'Албре.
Битка је позната по коришћењу енглеског дугог лука, а стрелци су чинили већи део енглеске војске. Битку је такође овековечио (и донекле додао фиктивне елементе) Вилијам Шекспир у својој драми Хенри V. Иако се учврстило веровање о одлучујућој победи Енглеза упркос чињеници да су били бројчано далеко инфериорнији, нова истраживања се не слажу са овом тврдњом.

## Поход
Хенри V је извршио инвазију на Француску из више разлога. Надао се да ће ојачати своју позицију у Енглеској водећи популаран рат у иностранству. Желео је да побољша своју финансијску позицију освајајући поседе у Француској који би му обезбедили приходе. Желео је такође да учини што више француских племића својим заточеницима, надајући се да би платили откуп или од француског краља изнудили новац за свој повратак кући. Докази такође показују да је неколико великаша у области Нормандије обећало Хенрију да ће му завештати своје поседе, али је француски краљ конфисковао њихове поседе.
Хенријева војска, која је бројала око 12.000 људи, искрцала се 13. августа 1415. године у северној Француској и опсела луку Арфлер. Опсада је трајала дуже него што је било очекивано. Град се предао 22. септембра, али га енглеска војска није напустила до 8. октобра. Сезона за вођење кампање се ближила крају и енглеска армија је претрпела многе губитке због епидемије. Хенри је одлучио да премести главнину своје војске (отприлике 9.000 војника) до луке Кале, јединог енглеског утврђења у северној Француској, где би она могла да се поново снабде храном, опремом и муницијом потребном за наставак кампање наредне године.
Током опсаде, Французи су успели да сакупе бројну војску која се оформила у околини Руана. Ово није била феудална војска како се то обично мисли, већ војска плаћена на начин веома сличан енглеском систему. Французи су се надали да ће сакупити око 9.000 људи. Када је Хенри V кренуо на север, Французи су му пожурили у сусрет да га блокирају код реке Соме тесу га натерали да опет окрене на југ и онемогућили му да стигне до Калеа. Енглези су на крају успели да пређу реку код Перонеа и поново кренули на север. Без заштите коју им је пружала река, Французи су оклевали да даљим инсистирањем на директном сукобу. Ограничили су се на то да само прате Хенрија и његову војску, док су с друге стране позивали локалне племиће да им се придруже. Око 24. октобра могло је доћи до битке, међутим Французи су се повукли у ишчекивању појачања. Следећег дана Французи су започели преговоре као тактику одлагања, али Хенри је наредио својој војсци да крене у напад и започне битку коју би радије избегао с обзиром на стање његове војске. Енглези су имали мало хране, прешли су 260 mi (420 km) у року од две и по недеље, дизентерија је владала међу њиховим редовима и поврх свега су морали да се сукобе са бројнијим и добро опремљеним наоружаним Французима. Међутим, Хенрију је било преко потребно да се домогне сигурности у Калеу и знао је да ако буде још чекао, Французима ће стићи још појачања.
И поред тога, Французи су претрпели катастрофални пораз, не само у погледу броја изгинулих, већ и због великог броја изгинулих племића највишег ранга. Победа је отворила Хенрију могућност да оствари све своје циљеве. Уговором у Троју (1420) Французи су га прихватили као регента и наследника француског престола. Ово је потврђено његовим браком са Катарином Валоа, ћерком краља Шарла VI.
Ипак, Хенри Пети није доживео да наследи трон Француске. Године 1422, док је осигуравао положај против даље француске опозиције, умро је од дизентерије у тридесет четвртој години, два месеца пре смрти Шарла VI. Наследио га је његов млади син Хенри Шести, током чије владавине су Енглези истерани из читаве Француске, сем Калеа, захваљујући војним успесима француске војске, предвођене Јованком Орлеанком, и новим краљем, Шарлом VII.

## Ток битке
Битка се водила у пролазу који су сачињавале азенкурска са једне и трамкурска шума са друге стране. На северној страни пролаза са поставила војска Шарла Д'Албреа, констабла Француске, да блокира пролаз ка Калеу. Ноћ 24. октобра је затекла обе армије на отвореном, и Енглези су имали мало заклона од јаке кише која је падала. Рано ујутру наредног дана, Хенри је поставио своју војску (сада састављену само од девет стотина тешких пешака и пет хиљада стрелаца, као последица дизентерије) у бојни поредак. Вероватно је да су се стандардне три групације распоређене у линију, свака са својом коњицом витезова и тешких оклопника на боковима и тешком пешадијом у средини. Енглески витезови су били оклопљени у јаке гвоздене кациге и постављене кожне јакне, испод којих су носили верижне тунике кратких рукава. Били су постављени у четири реда дубоку формацију раме уз раме. Енглески стрелци су били постављени испред њих у троугаоне формације са зашиљеним штаповима пободеним у земљу да би ослабили јуриш коњице, скоро истоветно као у бици код Кресија. Многи енглески стрелци су били голи испод појаса, због дизентерије добијене током марша. Последњи оброк Енглези су имали пре четири дана и, након што су једном заузели формацију, стрелцима је било забрањено да из ње иступају, те би се олакшавали тамо где би стајали.
Французи су се груписали у три велике четрдесет људи дубоке линије (назване battles) у којима су били распоређени и витезови. На сваком крилу је било постројено хиљаду и сто тешко оклопљених коњаника, од којих су већина били „крем“ француског племства, укључујући дванаест принчева краљевске крви. Центрум је сачињавала тешка пешадија а заштитницу девет хиљада тешких коњаника. Све укупно, било је тридесет и шест хиљада Француза наспрам пет хиљада и девет стотина Енглеза.
Битан фактор у бици је терен, који је био веома блатњав од скорашњих киша. Дубоко блато је ишло у прилог Енглезима, јер када би тешко оклопљени француски витезови једном пали, не би могли да устану, што их елиминише као ефективну борбену јединицу. Блато је било довољно дубоко да се један витез угушио након што је оборен у њега. Блато је такође утицало на спречавање француске артиљерије да учествује у бици. Француски самострелци су, као и обично, били постављени иза витезова и тешке пешадије, са чим се Д'Албре није слагао, пошто се сам поставио у прве редове. Француски извори кажу да је Хенри Пети пре битке уверио своје племство да ће сви, уколико буду ухваћени, бити поштеђени и откупљени натраг. Међутим, обични војници неће бити те среће, те им је поручио да би било боље да се боре за свој живот.
Током три часа после свитања није било битке; затим је Хенри, схвативши да Французи неће напредовати, померио своју армију напред. На око четири стотине јарди од француске линије, након што су укопали дрвене кочеве (зване pealings) под таквим углом да одбију коњицу, битку су једним плотуном отпочели велшки стрелци. Треба приметити да су овакви посебни кочеви били иновација и да их, у две сличне битке овој, код Кресија и Поатјеа, стрелци нису имали.
Француске снаге нису представљале сређену војску, већ групу витезова који су се окупили на позив Шарла Шестог. Били су недисциплиновани и немарни према грешкама учињеним код Кресија и Поатјеа, и веома би брзо кретали у акцију. Француски тешки оклопници су јурнули на енглеске стрелце, само да би били скоро потпуно уништени и нагнани у збуњујућ бег. Констабл лично је био на челу борбене линије тешке пешадије која је, оптерећена оклопом, споро напредовала кроз дубоко блато, мучећи се да допре до енглеских пешака. Незграпно напредујући кроз блато, представљали су лаке мете за енглеске стрелце. Међутим, постало је још горе након што су стигли до енглеских редова. Француски редови су били толико тесно збијени да би војници једва подизали оружје да нападну непријатеља. Број жртава се, ипак, почео повећавати. Французи су успели да организовано нападну непријатељске редове и са добрим учинком. Танка линија бранилаца је била потиснута назад, и краљ Хенри је скоро оборен на земљу. У овом тренутку су се енглески стрелци, користећи секире, мачеве и друга оружја, пробили у отворе настале међу сада већ неорганизованим Французима, који нису могли да се изборе са својим неоклопљеним нападачима и били побијени или заробљени. Друга линија Француза је стигла, само да би била окружена мелеом. Њене вође, као и оне из прве линије, су били побијени или заробљени. Заповедници треће линије су тражили и нашли смрт у бици, док су њихови људи јахали у безбедност.
Једини успех Француза је био напад Исамбара од Азекура, који је изашао из замка Азенкура, на краљев пртљаг. Мислећи да му је нападнута заштитница и да ће нападачи наоружати заробљенике, Хенри је наредио да се исти побију сви до једног (заробљеници су лако могли да дођу до оружја које је било разбацано свуда по пољу). Племићи и старији официри, желећи да задрже могућност откупа талаца, су одбили Хенријево наређење, тако да је крвави посао запао обичнм војницима. Хенријеви поступци су можда били нечовечни, али уколико би се заробљеници наоружали, његова војска је могла бити здробљена између француских снага и заробљеника.
Ујутру се Хенри вратио на поље и убио сваког рањеног Француза који је преживео ноћ на отвореном. Све племство је већ било одведено, а било који од простих војника који је остао на пољу је био претешко рањен да би могао да преживи без медицинске помоћи. Укупни енглески губици су бројали тринаест тешких оклопника (укључујући Едварда од Норвича, другог војводу од Јорка, унука Едварда Трећег) и око стотину пешака. Французи су изгубили најмање дванаест хиљада људи и више рањених, укључујући констабла, тројицу војвода, петорицу грофова и око деведесет барона; хиљаду је одведено у заробљеништво, међу њима војвода од Орлеана (познати песник Шарл од Орлеана) и Жан ле Менгр, маршал Француске.

### Значајније жртве
- Антоан од Бургундије, војвода од Брабана и Лимбурга (рођен 1384)
- Филип од Бургундије, гроф од Невера и Ретела (рођен 1389)
- Шарл Први Д'Албре, гроф од Дреа и констабл Француске
- Жан Други, гроф од Бетуна (рођен 1359)
- Жан Први, војвода од Аленсона (рођен 1385)
- Фредерик од Лорене, војвода од Водмона (рођен 1371)
- Роберт, гроф од Марлоа и Соасона
- Едвард III, војвода од Бара (Војводство Бар је изгубило своју независност као последица његове смрти)
- Жан Шести, гроф од Русија
- Едвард од Норвича, други војвода од Јорка (рођен 1373)

### Сер Пирс Лег
Када је сер Пирс Лег рањен у бици код Азенкура, његов мастиф је стајао над њим и бранио га кроз многе сате битке. Иако је Лег касније умро, мастиф је враћен његовом домаћинству и био је основа за мастифе Лајм Хола. Пет векова касније овај педигре је постао један од најзначајнијих за формирање врсте енглеског мастифа.

## Популарни митови
Дуго се сматрало да познати поздрав са два прста потиче од гестова енглеских стрелаца који су се борили код Азенкура. Наиме, прича каже да је, пркосећи Французима који би одсекли два прста десне руке ухваћеним стрелцима, тај знак осмишљен од стране оних који нису били осакаћени.
Ово можда има неке чињеничне основе — Жан Фроасар (око 1337. — око 1404) је био историчар и аутор Хронике, документа који је најбитнији за схватање Европе четрнаестог века и суштине Стогодишњег рата. Прича о Енглезима који са два прста машу Французима је испричана у првом лицу од стране Фроасара, мада то није био опис битке код Азенкура (коју сам историчар није ни доживео), већ другог инцидента у вези са опсадом неког замка. Дакле, овај поздрав је највероватније коришћен код Азенкура, али није тамо и настао.